# Adam Filip Losy z Losinthalu
Adam Filip Losy z Losinthalu, (německy Adam Philipp Losy z Losinthal, také Losymthal nebo Losynthal apod., 1705 – 21. dubna 1781, Vídeň) byl česko-rakouský státník, hudebník a generální stavební ředitel. Pocházel z hraběcího rodu Losyů.

## Život
Narodil se jako syn loutnisty Jana Antonína Losyho, hraběte z Losinthalu. Od dětství se mu od otce dostalo hudební průpravy a později byl nadaný kontrabasista.
V roce 1720 na něho otec převedl vlastnictví Štěkeňského panství v jižních Čechách a v následujícím roce, po otcově smrti zdědil i Tachov, ovšem před dosažením plnoletosti obě panství spravovala jeho matka Františka Klaudie.
V roce 1746 mu Marie Terezie udělila titul Cavaliere della Musica, kterým byl Losy až do roku 1761.
V letech 1749 až 1750 byl prezidentem arcivévodství Rakouska pod Enží. 1. února 1750 byl jmenován císařským hlavním stavebním ředitelem (Generalhofbaudirektor) a současně byl pověřen dohledem nad Akademií malířů a sochařů. Tuto funkci zastával až do roku 1772. Po smrti Jacoba van Schuppena, převzal také vedení vedení c.k. Akademie malířů, sochařů a architektury ve Vídni (1751–1759). Rovněž obnovil uměleckou akademii, jejíž činnost byla přerušena kvůli nedostatku financí. 28. září 1751 vytvořil rektorskou ústavu a roku 1759 funkci předal novému ředitel akademie Martinu van Meytensovi.
V roce 1763 mu byl udělen Řádu zlatého rouna.
Adam Filip zemřel 21. dubna 1781 ve Vídni. Neměl žádné potomky a s ním rod Losyů z Losinthalu vymřel. Jeho vdova Ernestina hraběnka Fuchsová z Bimbachu prodala rodové majetky Josefu Mikulášovi z Windisch-Grätze.